# Provincia de San José de Ocoa
San José de Ocoa es una de las 32 provincias de la República Dominicana, en las estribaciones de la Cordillera Central en la sub-región de Valdesia. Limita al norte con las provincias Monseñor Nouel y La Vega, al este con la provincia San Cristóbal, al sur con la provincia Peravia y al oeste con la provincia Azua. Su capital es la ciudad homónima.
Fue creada en 2000, aunque no entró en vigencia hasta 1 de enero, 2002; antes de su creación, era un municipio de la provincia Peravia.

## Toponimia
La palabra Ocoa es indígena y significa agua entre montañas, según refiere el historiador Alexis Read. Esto hace referencia a la gran riqueza de recursos hídricos existentes entre las montañas del Maniey. Erróneamente se ha divulgado el significado de tierra entre montañas.

## Historia
La primera referencia a la región es del Padre Las Casas al incluir al Maniey como una de las provincias taínas. Anglería no menciona al Maniey pero sí hace referencia al antiguo lago que existió en Rancho Arriba, lago (o lagos) que desaparecieron en tiempos modernos.
Al parecer, la población indígena en Maniey era muy pequeña y, al pasar el tiempo, todo el territorio fue quedando deshabitado, excepto por los monteros que hacían viajes cada cierto tiempo para capturar vacas y cerdos cimarrones.
Al aumentar en la isla el número de esclavos de origen africano, muchos de ellos se rebelaban y escapaban hacia lugares de difícil acceso. Uno de esos lugares fue Maniey, nombre modificado a Maniel y que empezaría a usarse para indicar un lugar donde había esclavos alzados y no como nombre de la región.
Alexis Read sugiere que el poblamiento de la zona se inició a principios del siglo XVII con el establecimiento del Maniel Viejo de Ocoa. Este poblado duraría hasta 1666 ó 1667 debido a una epidemia de viruela y sarampión que hizo estragos en la isla. También hubo una acción militar, dirigida por Juan Villalobos, que se internó en la zona para capturar a negros cimarrones.
El segundo asentamiento fue a principios de siglo XIX, posiblemente alrededor de 1802, y se conoce como el Maniel de los Lorenzos debido a que quienes lo fundaron todos tenían el apellido Lorenzo sin que fueran familia. Aunque hay varias hipótesis, no se sabe con certeza de donde provenían estas familias.
El Maniel de los Lorenzos se estableció en la comarca conocida como El Canal, al norte de la ciudad de San José de Ocoa.
Poco tiempo después de la fundación del Maniel de los Lorenzos, empezó la migración desde Baní, empujada por las invasiones haitianas. Estas personas que venían de Baní se instalaron en el sitio actual de la ciudad de San José de Ocoa.
Algunos historiadores ponen como fecha de fundación de la ciudad de San José de Ocoa el año 1805 y se explica con una leyenda. Andrés Pimentel, joven del poblado de Matanzas próximo a Baní, se vio precisado a raptar a su novia Lucía Tejeda ante la negativa de la familia Tejeda de consentir el noviazgo. La pareja se refugió en el Maniel y fueron seguidos por otros formando así el poblado inicial de San José de Ocoa.
Mientras ocurrían esos eventos, los monteros y cortadores de madera seguían con sus actividades de cacería y corte por toda la región, dejando recuerdos de sus visitas en la toponimia regional.
El 28 de diciembre de 1858, mediante Ley 567, el Presidente General Pedro Santana, crea la común de San José de Ocoa de la antigua provincia de Santo Domingo. El 2 de diciembre del mismo año es inaugurado formalmente el municipio, pero el ayuntamiento sólo comienza a funcionar ocho años después, en 1866.
En 1895 pasó a ser parte de la provincia de Azua. En 1932 fue creada la provincia Trujillo, hoy San Cristóbal, a la que fue adscrita San 
José de Ocoa. Esta decisión no fue ejecutada oficialmente, por lo que volvió a ser parte de Azua hasta 1944, cuando se incorpora a la recién creada provincia de Peravia. Finalmente, San José de Ocoa fue segregada de Peravia por la Ley 66-00 del 6 de septiembre de 2000 para formar una nueva provincia.
Rancho Arriba se origina por la costumbre de los monteros de hacer unas refugios simples (los "ranchos") donde pasaban las noches y las tempestades; luego algún montero trasladaba su familia a ese lugar y así se fue poblando la zona. Igualmente pasó en Nizao-Las Auyamas (específicamente Nizao), que tiempo atrás se llamaba Rancho Abajo.
Durante la Guerra de Independencia, San José de Ocoa tuvo un papel muy importante, celebrándose en su territorio las batallas de El Memiso y de El Pinar, impidiendo que las tropas haitianas pudieran pasar.
También durante la Guerra de Restauración, San José de Ocoa fue teatro de actividades importantes ya que el control de la región implicaba que se controlara el paso de tropas del Cibao al Sur y lo contrario.
El primer templo católico de la región fue bendecido el 21 de enero de 1855 en San José de Ocoa. Fue consagrado a San José y a la Virgen de la Altagracia; esto explica las razones por las que las fiestas patronales son el día de la Altagracia pero la ciudad lleva el nombre de San José.

## División administrativa
La provincia San José de Ocoa tiene una superficie total de 855,40 km². Está dividida en tres municipios y tres distritos municipales.
Los municipios son:

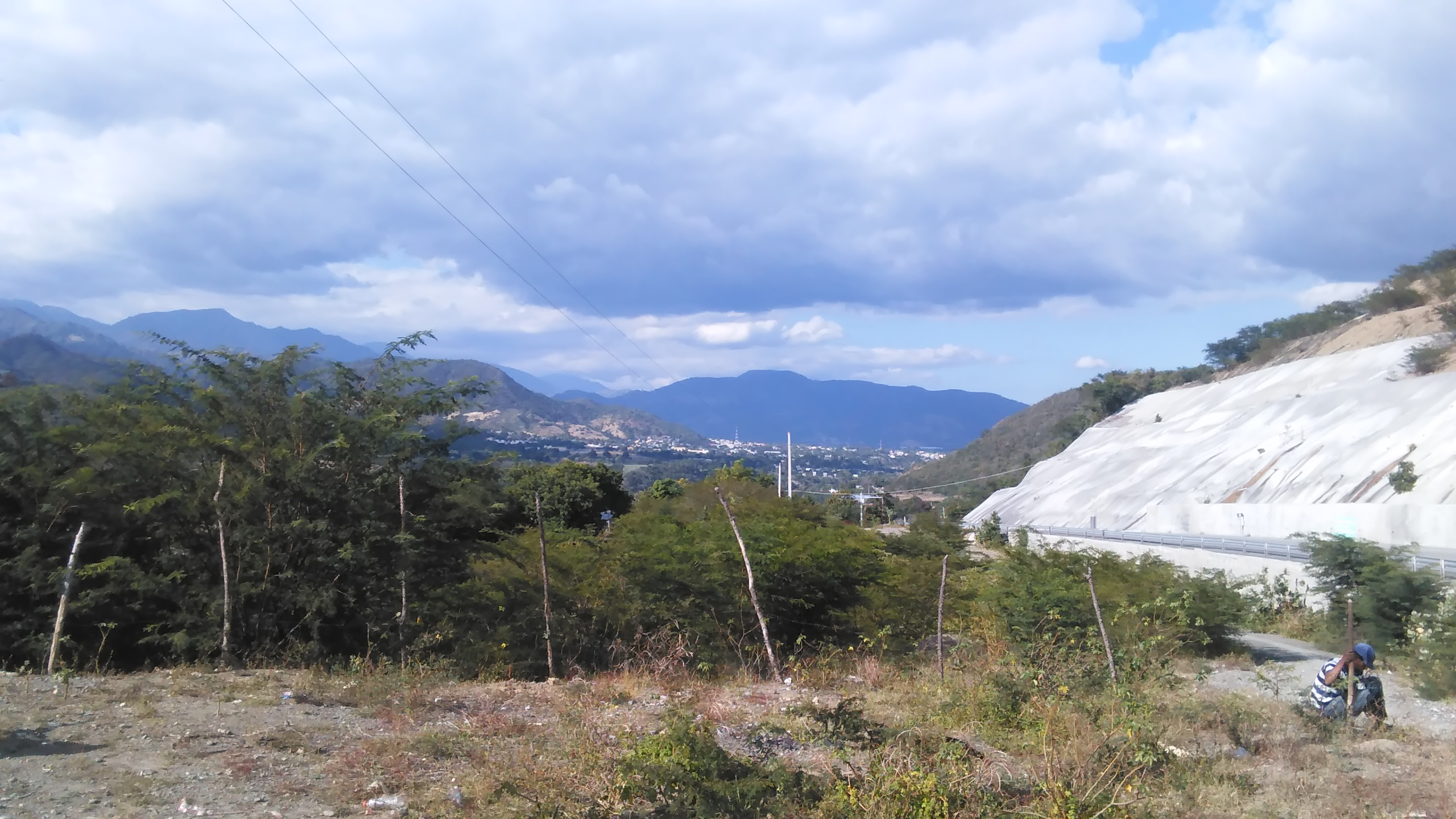
San José de Ocoa

- San José de Ocoa, municipio cabecera
- Rancho Arriba
- Sabana Larga

Los distritos municipales son:
- Naranjal - Parra
- El Pinar
- La Ciénaga
- Nizao-Las Auyamas

## Población
Nacidos en el municipio de residencia hay 54 110 personas, nacido en otro municipio hay 5816 personas, nacidos en el extranjero hay 438 personas y no declarados hay 2004 personas, aproximadamente (Oficina Nacional de Estadística, 2008).
En los grupos étnicos presentes en San José de Ocoa predominan los canarios, los Minyettys, los blancos, los cocolos, los negros mandinga y los Read (Sepúlveda, 2012).
Los canarios fueron un grupo étnico de españoles que se establecieron en Baní, quedándose una minoría en San José de Ocoa. Los Minyettys venían desde Francia, Europa. Los blancos venían de los países italianos. Los negros cocolos se establecieron en Samaná, San Pedro de Macorís y en San José de Ocoa. Los negros mandinga son negros africanos que vinieron desde Haití, llegando a poblar Ocoa. Los Read provienen de Estados Unidos (Sepúlveda, 2012). Los negros cocolos son cuyos patronos eran ingleses y los negros mandiga son los que eran esclavos de franceses, no se explica si en San José de Ocoa hubo esos asentamientos, cómo en la actualidad la presencia de esa etnia es mínima en la provincia.

## Relieve y Geografía
El relieve es mayormente montañoso con pendientes muy pronunciadas, principalmente en la parte norte y este de la provincia con alturas de hasta 2.000 metros sobre el nivel del mar. El territorio provincial está en las estribaciones sur de la Cordillera Central, en la parte conocida como Sierra de Ocoa.  La porción sur del Macizo de Valle Nuevo de la Cordillera Central se encuentra en la parte norte de la provincia (SN,2012).
Existen algunos valles intramontañosos donde las pendientes son más o menos reducidas como el valle de Rancho Arriba, uno de los más extensos. La ciudad de San José de Ocoa está en un pequeño valle intramontaño formado por el río Ocoa.
La parte sur y suroeste es menos alta, con altitudes por debajo de 1.700 metros sobre el nivel del mar, 
El municipio de San José de Ocoa, que forma parte de la región Valdesia, limita al norte con La Vega, al sur con el municipio de Baní, al este con San Cristóbal y al oeste con Azua (SN,2012).
Tiene una superficie de 856.04 km². La provincia está constituida por 3 municipios: San José de Ocoa, Sabana Larga y Rancho Arriba, y contiene 4 distritos municipales, La Ciénega, Nizao- Las Auyamas, El Pinar y El Naranjal (Oficina Nacional de Estadística, 2008). 

## Clima
La temperatura varía con la altura. En la parte alta (Rancho Arriba), la temperatura promedio es de 21 grados Celsius, en la parte media de 22 grados Celsius y en la parte baja 25 grados Celsius.
Las precipitaciones varían entre 900 milímetros anuales en la parte baja del bosque seco y de 2.400 milímetros en la parte alta muy húmeda.

## Recursos Hídricos
El aspecto físico de la provincia está determinado por dos grandes cuencas hidrográficas que tienen su inicio en lo más alto de la provincia: la del río Nizao y la del río Ocoa, los cuales atraviesan la provincia de norte a sur.
Hay una presa hidroeléctrica en la provincia, la de Jigüey sobre el río Nizao.

## Economía
La agricultura es la principal actividad productiva de la provincia, con producciones de café, papa, habichuela, zanahoria, repollo, maní, aguacate, entre otros. También la producción de frutales tropicales es importante. Estas son otras de las principales actividades económicas:
- Agricultura, silvicultura y pesca. 4,053 hombres y 705 mujeres.

- Industria y Minería. 577 hombres y 163 mujeres.

- Transporte y actividades relacionadas: 623 hombres y 10 mujeres.

- Comercio y Hotelería. 2419 hombres y 841 mujeres.

- Servicio Doméstico. 288 hombres y 922 mujeres.

- Construcción. 714 hombres y 19 mujeres.

- No declarado. 5,668 hombres y 4,308 mujeres.

La provincia de San José de Ocoa tiene ingresos municipales de alrededor de 69,799,980 pesos. A la vez posee egresos municipales de 70,354,721
En la provincia existen 48 mil personas en edad de trabajar pero tan solo 24 mil de estos están trabajando activamente. Hay 19 mil inactivos y 5 mil desempleados.La ciudad capital cuenta con unas 150 camas hoteleras, repartidas en 3 hoteles y algunas casas para rentar. La comida es saludable, por ser una comunidad agrícola, con varios centros de diversión, siguiendo la tradición musical del país. Con algunas empresas turísticas en la zona, se está ofertando actualmente servicios de excursiones de senderismo, caballos, bicicletas, vehículos todo-terreno, navegación en ríos y lagos.

## Educación
En San José de Ocoa la tasa de educación es deficiente, sólo el 9.8% de la población asiste a la universidad, y el porcentaje de la población que cuenta con maestrías, doctorados o especialidades, no sobrepasa el 0.59% de la población total. El 2.2% no tiene ningún título y sólo el 5.2% asistió a la universidad (VIII Censo Nacional de Población y Vivienda. ONE, 2002).
Sin embargo, existen 51,768 aulas y 7,459 planteles escolares y los pocos estudiantes que asisten a clases indican la calidad de la educación, ya que el 91% son no repitentes. Según las estadísticas realizadas por el Ministerio de Educación, el 91.43% acuden a una educación pública y el 7.92% a educación privada (VIII Censo Nacional de Población y Vivienda. ONE, 2002).
Pese a existir una baja proporción de viviendas pobres con carencia de escuela (sólo el 12.2%) un 41.1% de estos hogares presentan deficiencia de capital humano (Jefes de hogares con bajo nivel educativo). Es decir que debido a la falta de mejores condiciones para estudiar, respecto a otras provincias del país, una mayor cantidad de hogares cuentan con jefes de hogares con bajo nivel de estudios o analfabetos, esto puede ser la consecuencia de la formación de familias jóvenes y de la necesidad de trabajar a temprana edad, datos que son aún más impresionantes si consideramos que la tasa de retorno de la educación en el país es la más baja de América Latina (Pujols, 2011).
Según Sepúlveda (2012), en los últimos tiempos, aunque falta mejorar la educación, al igual que en todo el país, podemos decir que ha mostrado alguna mejoría. Después de implantar el plan decenal, que consiste en un plan que dura 10 años, en el mismo se hacen gestiones educativas, se procura a través de este plan que haya menos estudiantes en las aulas, a fin de que el aprendizaje resulte mucho mejor. También se estableció un sistema de orientación, de esta forma los estudiantes están recibiendo orientación en diferentes aspectos y situaciones que tenga, tanto a nivel familiar como situaciones que se le crean en las propias aulas o recintos respectivamente.

## Cultura
Durante mucho tiempo el ocoeño bailó y aún baila al ritmo de güira, tambora y acordeón, pero al paso del tiempo las cosas cambian. Era un baile compuesto por un bastonero, que era la persona que guardaba el sombrero de los bailadores; se usaba el "gabio" y el brindis, que consistía en un pedazo de yuca o de plátano con carne en una pulla de madera, que daba el parejo a su pareja como gratitud al bailar con ella. Además se ofrecía el refresco, la Malta Morena y la lechecondensada.
Entre los ritmos musicales tradicionales cabe citar el merengue, el pambiche y el carabiné. Los campesinos de El Canal, en Ocoa, aportaron la "Maraca Ocoeña", consistente en un instrumento cilíndrico de madera con bolitas dentro y tapado por ambos lados, con clavos y atravesado por los medios. El sonido es similar al de las maracas tradicionales y combina armoniosamente con la güira.
En las primeras se cantan salves y se hacen brindis con jengibre, pan, chocolate, café y mentas. Las salves son la misma cosa, pero duran sólo hasta la media noche. Estas fiestas se acompañan con la música y el baile de "Los Palos". Ocoa celebra sus fiestas patronales cada 21 de enero, en honor a la Virgen de la Altagracia.
La comida es sumamente saludable, por ser una comunidad agrícola, con varios restaurantes y centros de diversión, siguiendo la tradición musical del país. En el aspecto gastronómico su plato típico es el sancocho, consistente en habichuela verde con víveres blancos. Se usaba mucho en los convites para laborar la tierra o recoger el fruto. No cabe olvidar en el postre por excelencia de los ocoeños, saboreado por los nativos y los extranjeros: el dulce de higo.  
La diversidad de microclimas, el verdor de la abundante vegetación, sus ríos, saltos, la Presa Jigüey y otros atractivos hacen esta provincia encantadora (Diario Verde,2011). 
Entre sus atracciones se destacan el Río Nizao, El Ojo de Agua y Las Avispas de Rancho Arriba, Rancho Macea, Tell Alpin y su exhibición Taina, el Salto de Parra, la popular Chorrera, la isleta del Pinar, los Quemados de Rancho Arriba, Ecobatey en Mahoma, Rancho Francisco, el sendero agro turístico de Los Martinez, el parque central y muchas atracciones más. Ocoa celebra un colorido Carnaval Escolar, cada año, donde estudiantes y profesores ponen de manifiesto su creatividad. También celebra el Carnaval Provincial o Carnamaniel, abierto a participantes de toda la provincia.
Desde el año 2017 se celebra en Sabana Larga el carnaval municipal, convirtiéndose en un atractivo importante para el municipio y la provincia.
Posee una Escuela de Bellas Artes donde se imparte música, baile, pintura, entre otras manifestaciones culturales. La misma lleva por nombre Ramón Guerrero, en honor a un destacado educador.

## Recursos Naturales
Según destaca Danilo Tejeda, director provincial de Turismo, en Ocoa se pueden realizar proyectos hoteleros de montañas, cabañas y paradores alrededor de la Presa Jigüey, la cual produce energía eléctrica permanente (Ortiz, 2009).
La variedad de recursos naturales del contexto Subregional, San José de Ocoa la puntualiza como una zona que alberga una gran variedad de áreas atractivas para el turismo y el ecoturismo, señala un tópico elaborado por el Consejo Nacional de Asuntos Urbanos (CONAU), con los auspicios de la presidencia de la República (Ortiz, 2009).
Las circunstancias naturales que comparten los espacios que conforman el contexto regional de Ocoa: relieve, suelos, clima e hidrografía, unidas a su localización, determinan las características de los recursos naturales con que cuenta la zona, pactan las actividades a las cuales se dedican sus moradores para subsistir y condicionan las posibilidades de su desarrollo (Ortiz, 2009).

## Contaminación y Problemas Ambientales
El 59% de las viviendas de la provincia de San José de Ocoa se encuentra afectado por algún tipo de contaminación. Las fuentes de contaminación que afectan a un mayor número de viviendas de la provincia son, según sus moradores, los ruidos de vehículos, la contaminación de las cañadas, la basura y la música alta (VIII Censo Nacional de Población y Vivienda (ONE, 2002).
Para marzo de 2011 fueron reportados unos once incendios forestales que destruyeron a su paso millares de tareas de pino y otras especies en zonas como en el Distrito Municipal Nizao las Auyamas, Paraje las Espinas Sección la Horma las Avispas, Mahoma, entre otras (Ortiz, 2011).
La degradación ecológica ha provocado el secado de importantes ríos y arroyos en zonas del Distrito Municipal del Pinar, Municipio de Rancho Arriba, La Horma y otras comunidades (Ortiz, 2011).
Esto nos da a saber que en la provincia de San José de Ocoa los niveles de contaminación son muy altos. La irresponsabilidad de los síndicos de esta zona se encuentra en su máximo exponente y es toda la sociedad quien paga por ello. Esto sumado con la extinción de especies, cambio climático, inundaciones, el crecimiento desmedido de la población y la conservación de energía han provocado severos problemas en el medio ambiente de esta provincia (Castillo, 2011).

## Ecoturismo

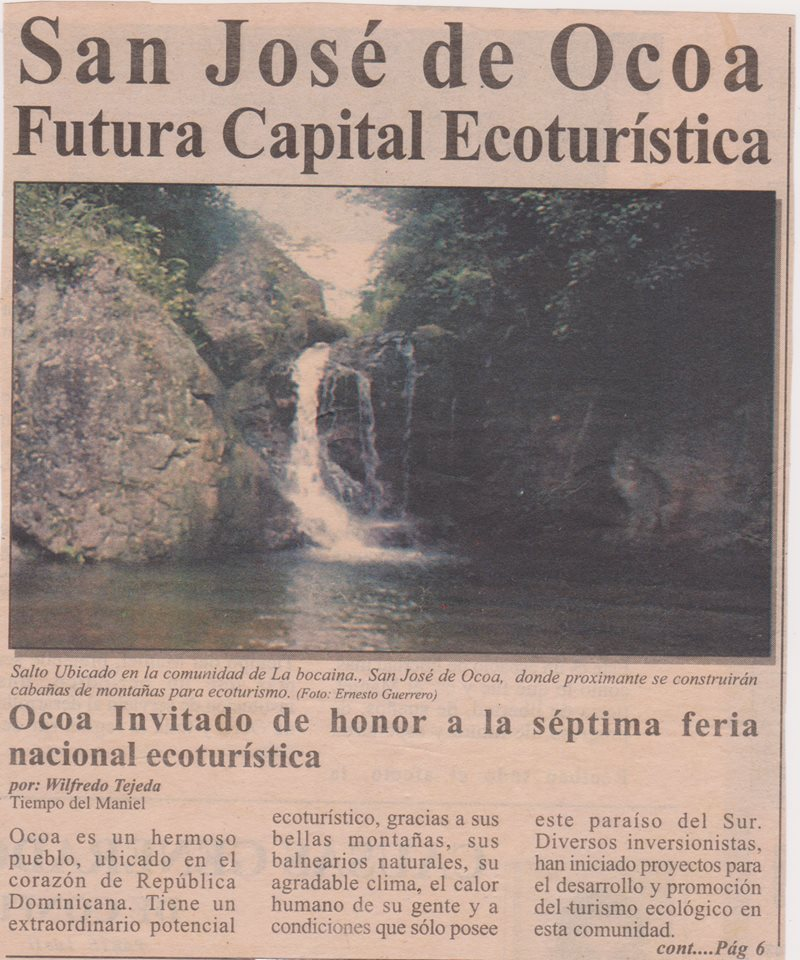
La presa ocoeña de mediados de los 90 predijo el desarrollo ecoturístico de la zona.

Desde principios de los años 90s se iniciaron los aprestos por desarrollar el ecoturismo en San José de Ocoa, pero fue a mediados de los '90 cuando se formó el Primer Comité de Turismo del entonces municipio. En el mismo coincidieron las voluntades del empresario agrícola y aduanero José Batista, Esperanza Medrano (destacada dirigente feminista), Ulises Alcántara Martínez, graduado en Turismo en los Estados Unidos a través de la USAID, Isabel Tejeda, destacada gastrónoma local, así como miembros destacados de la Adesjo (Asociación para el Desarrollo de San José de Ocoa), de la Sociedad Ecológica, y de otros estamentos de la población. No fue hasta el 2004 cuando es sometida al congreso una ley que convierte la provincia en "Provincia Ecoturística". La iniciativa fue de los legisladores Pedro Alegría (senador) y Manuel Pimentel (diputado), y al convertirse en ley 151-04, queda designado el empresario José A. Batista como director ejecutivo y se le asignan fondos estatales, los cuales nunca llegaron y requirieron una nueva enmienda a la ley, sometida posteriormente en el 2010 por el senador Carlos Castillo. 
El organismo creado por ley para los fines de la promoción y la divulgación del ecoturismo en Ocoa es el Consejo de Desarrollo Ecoturístico de la Provincia San José de Ocoa, el cual a su vez creó como mecanismo administrativo de los fondos estatales a Fondeprosjo. El presidente de estas entidades fue el senador provincial, Carlos Castillo hasta el 16 de agosto de 2016, fecha en que puso su renuncia, siendo elegido en una asamblea interna para sustituirle el científico Milciades Mejia, presidente de la Academia de Ciencias de la República Dominicana. Pocos meses después, en marzo del 2017, un decreto del presidente Danilo Medina coloca al frente de la institución al presidente de la Adesjo, Felix Juan Mancebo, siendo sustituido por el nuevo presidente de Adesjo, Carlos Mejía Duvergé. El Consejo está compuesto, según la ley, por 15 miembros. 
El Fondo fue administrado por Rafael Read, director ejecutivo, hasta finales del año 2020, siendo designada en el cargo la joven Francheska Maceo. En términos educativos, el organismo pionero en ecoturismo lo es Picos, Inc. Han incursionado con éxito además en la educación ecoturística el Infotep, el Instituto Global de Ciencias, Inc. y algunos institutos locales.

## Calles importantes

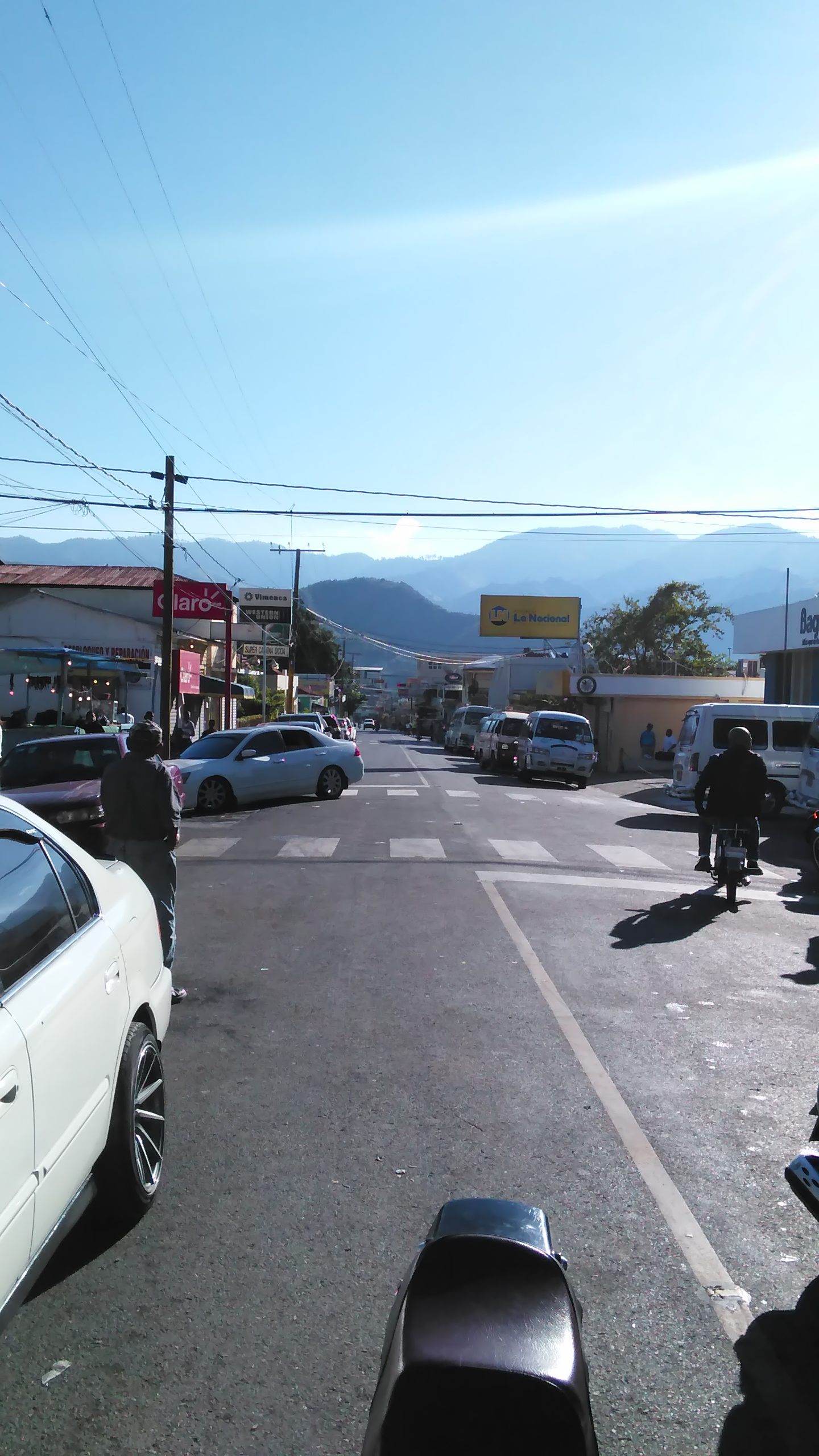
Calle Juan Pablo Duarte, Ocoa.

Según Sepúlveda (2012), las calles más importantes son:
1.      Avenida Andrés Pimentel: es en honor a uno de los primeros pobladores.
2.      Avenida 16 de Agosto: en honor al día de la Restauración de la soberanía dominicana.
3.      Calle Esteban Rossi, en El Pinar. En honor a uno de los sus primeros pobladores.
4.      Calle Francisco del Rosario Sánchez: en honor al patricio Francisco del Rosario Sánchez.
5.      Avenida Juan Pablo Duarte: en honor al patricio Juan Pablo Duarte.
6.      Calle Mella: en honor al patricio Ramón Matías Mella.
Es preciso saber que las últimas tres calles forman una H que significa héroes.

## Rosa de los vientos
|             | Norte: Monseñor Nouel y La Vega |                     |
| Oeste: Azua |                                 | Este: San Cristóbal |
|             | Sur: Peravia                    |                     |